# كارلو غراندي (مجدف)
كارلو غراندي (بالإيطالية: Carlo Grande)‏ هو مجدف إيطالي، ولد في 3 يوليو 1974 في سرقوسة في إيطاليا.

## وصلات خارجية
- كارلو غراندي على موقع الاتحاد الدولي للتجديف (الإنجليزية)